# Adler & Co. Privatbank
Die Adler & Co. Privatbank AG war eine Schweizer Privatbank mit Sitz in Zürich.
Die 1923 von Banquier Albert Adler in Zürich gegründete Bank konzentrierte sich seit ihrem Bestehen auf die Vermögensanlage und Vermögensverwaltung und war auf das Private Banking mit vermögenden Privatkunden spezialisiert.
Im Zuge des Generationswechsels erwarb 1976 der Schweizerische Bankverein eine Mehrheitsbeteiligung, die bei der Fusion mit der Schweizerischen Bankgesellschaft 1998 zu 70 % an die Luzerner Kantonalbank verkauft wurde. Ab 2001 war die Adler & Co. Privatbank AG eine hundertprozentige Tochtergesellschaft der Luzerner Kantonalbank. 2006 übernahm die Adler & Co. Privatbank AG den Standort und das Team der Niederlassung Basel der swissfirst Bank AG und war damit auch in Basel präsent.
Im Oktober 2010 wurde die Adler & Co. Privatbank AG, die auf Ende 2009 rund 55 Mitarbeiter beschäftigte, eine Bilanzsumme von knapp 400 Millionen Franken auswies und rund 4 Milliarden Franken Kundenvermögen verwaltete, in die Luzerner Kantonalbank integriert.